# María Mercedes Iglesias
María Mercedes Iglesias Bárez es una profesora universitaria española con especialización en derecho constitucional y en derecho parlamentario. Ella es una jurista destacada en las investigaciones de los reflejos de los estudios de género sobre el derecho constitucional.

## Biografía
Mercedes Iglesias realizó sus estudios superiores en la Universidad de Salamanca, donde obtuvo la Licenciatura en Derecho en los años 1990 y la titulación de Doctora en Derecho por la misma universidad en el año de 2007 con la tesis "La ilegalización de un partido político en España: la ley Orgánica 6/2002, de 27 de junio, de partidos políticos y su configuración jurisprudencial". Esta tesis fue dirigida por el profesor doctor José Luis Cascajo Castro.
Con su tesis que ella estudió la aplicación de la Ley 6/2002 en la sucesión de los partidos políticos ilegalizados y la disolución de los grupos parlamentarios, Mercedes Iglesias obtuvo el Premio Extraordinario de Doctorado por la Universidad de Salamanca.
María Mercedes Iglesias estrenó en la docencia al impartir clases de derecho constitucional en la Escuela de Formación de la Policía de Ávila entre los años 1995 y 2004.
Ella ejerce como profesora contratada doctora del Departamento de Derecho Público General de la Facultad de Derecho de la Universidad de Salamanca donde ella imparte clases en el área de derecho constitucional desde 2000.

## Pensamiento
Iglesias es una investigadora de Derecho público con estudios sobre partidos políticos e democracia representativa. Sobre la crisis de la democracia representativa, ella defiende que surgimiento de partidos políticos populistas, nacionalistas y de extrema derecha pone en peligro la democracia en Europa y hasta mismo la existencia de la Unión Europea.
Allá de los estudios en derecho constitucional y en derecho parlamentario, Mercedes Iglesias es también una investigadora del rol de las mujeres en el ambiente intelectual en especial de la aportación académica de las mujeres en el campo jurídico como ocurrió con su trabajo en el libro «Doctoras honoris causa por la Universidad de Salamanca», que fue dirigido y editado por ella con la profesora Ángela Figueruelo.
Para Mercedes Iglesias y Ángela Figueruelo, la escasez de premios honoris causa de la Universidad de Salamanca para las mujeres, cuya historia cuenta con sólo ocho premios otorgados (Santa Teresa de Jesús, Kirsten Kjelsberg Osen, María Telo, Adela Cortina, Victoria Camps, Rebeca Grynspan, Rocío Fernández-Ballestero García y Ana Blandiana), no quiere decir que «no abunde el talento femenino», pero que refleja «otra manifestación evidente de que la institución universitaria sigue teniendo un perfil muy masculinizado y por ello debemos seguir trabajando, para que las mujeres ocupen en el ámbito de la educación superior».

## Actividades ciudadanas y administrativas
Mercedes Iglesias fue Observadora Electoral en elecciones que ocurrieran en Colombia y en Ecuador.
En enero de 2023 el Gobierno brasileño del presidente Lula da Silva nombró Iglesias como miembro del grupo de expertos para la reglamentación de la Procuradoria Nacional da União de Defesa da Democracia de la Advocacia Geral da União, en órgano brasileño equivalente a la Abogacía General del Estado.

## Premios y distinciones
- Premio Extraordinario de Doctorado (2007): premio otorgado por la Universidad de Salamanca por su tesis en derecho constitucional.

## Principales publicaciones
- La ilegalización de partidos políticos en el ordenamiento jurídico español, Granada: Comares, 2008. ISBN 978-84-9836-375-3.[7]
- Estructura orgánica y derechos fundamentales en la Constitución española de 1978. Salamanca: Ediciones Universidad de Salamanca, 2010. ISBN 978-84-7800-288-7 (2. edición, 2011).[8]
- 100 años de la Constitución mexicana de Querétaro. Balance y perspectivas Valencia: Tirant lo blanch, 2018. (ella fue coordinadora con Ángela Figueruelo Burrieza)
- Manual de Derecho constitucional español con perspectiva de género: Vol I: Constitución, órganos, fuentes y organización territorial del Estado.  Salamanca: Ediciones Universidad de Salamanca, 2020. ISBN 978-84-1311-243-5. (ella fue coordinadora con Asunción Ventura Franch)
- Manual de Derecho constitucional español con perspectiva de género: Vol I: Constitución, órganos, fuentes y organización territorial del Estado.  Salamanca: Ediciones Universidad de Salamanca, 2022. (ella fue coordinadora con Asunción Ventura Franch)